# Кошноруй
Кошнору́й (чув. Кӑшнаруй) — деревня в Канашском районе Чувашской Республики. Административный центр Кошноруйского сельского поселения.

## География
Находится в центральной части Чувашии, на расстоянии приблизительно 17 км на север по прямой от районного центра города Канаш у автомагистрали А-151.

## История
Известна с 1795 года, когда здесь (тогда выселок села Шигали) было учтено 26 дворов. В 1897 году было учтено 383 жителя, в 1926 — 82 двора, 385 жителей, в 1939—478 жителей, в 1979—370. В 2002 году было 116 дворов, в 2010 — 87 домохозяйств. В 1931 году образован колхоз «Прожектор», в 2010 действовали ООО «Сормовский», ООО «Мария».

## Население
Постоянное население составляло 327 человек (чуваши 98 %) в 2002 году, 261 в 2010.